# اوا هردینووا
 اوا هردینووا (انگلیسی: Eva Hrdinová؛ زادهٔ ۱۵ ژوئن ۱۹۸۴) یک تنیس‌باز اهل جمهوری چک است.